# 至文堂
至文堂（しぶんどう）は、東京都江東区に本社をおく日本の出版社。

## 沿革
1915年（大正4年）に佐藤正叟（さとうせいそう、1877 - 1968）が創業。佐藤は広島県生まれ。東京物理学校（現・東京理科大学）卒。慶応義塾普通部教師（数学）などを務めたのち創業（1914年とも）。24年東京帝国大学教授の国文学者藤村作の勧めで『國語と國文學』を創刊。36年『国文学 解釈と鑑賞』を創刊した。
二代目社長は佐藤泰三、三代目黒河内平（1990年代）、川上潤（2000年代）。
1963年に『解釈と鑑賞 別冊』を『現代のエスプリ』で創刊、66年、『日本の美術』を創刊、主に古典日本文学や日本美術の学術図書の出版を手掛けてきた。月刊『國語と國文學』と『国文学 解釈と鑑賞』、『日本の美術』、心理学関係で『現代のエスプリ』は長年にわたって続いたシリーズである。
2009年4月1日をもって、株式会社ぎょうせいと業務統合した。これにより書籍・雑誌の編集制作は至文堂、発行はぎょうせいが行うことになった。

## 主な刊行物
『國語と國文學』
1924年（大正13年）創刊。国文学の研究論文発表機関誌。2011年11月号から発行元を明治書院に変更。
全国書誌番号:00008345、国立国会図書館書誌ID:000000008282、ISSN 0387-3110、NCID BA38505535
『国文学 解釈と鑑賞』
1936年（昭和11年）創刊。文学部の学生がレポート・論文を書く際の必読書。2011年10月号をもって休刊。
全国書誌番号:00008517、国立国会図書館書誌ID:000000008453、ISSN 0386-9911、NCID BN06777253
『現代のエスプリ』
1963年（昭和38年）創刊。心理学関係の内容が多い。2011年10月号、通算第531号をもって休刊。
全国書誌番号:00007372、国立国会図書館書誌ID:000000007319、ISSN 0435-2165、NCID BN01324910
『日本の美術』
1966年（昭和41年）創刊。独立行政法人国立博物館、独立行政法人文化財研究所が監修。2011年10月号、通算第545号をもって休刊。
全国書誌番号:00018982、国立国会図書館書誌ID:000000018844、ISSN 0549-401X、NCID BN01280010

## 所在地
〒136-0082 東京都江東区新木場一丁目18-11